# Sossa
Sossa är en ö i Finland. Den ligger i sjön Uurasjärvi och i kommunen Virdois i den ekonomiska regionen  Övre Birkalands ekonomiska region  och landskapet Birkaland, i den sydvästra delen av landet, 230 km norr om huvudstaden Helsingfors. Öns area är 22,8 hektar och dess största längd är 1 kilometer i nord-sydlig riktning.